# 19423 Хефтер
19423 Хефтер (19423 Hefter) — астероїд головного поясу, відкритий 20 березня 1998 року.
Тіссеранів параметр щодо Юпітера — 3,506.